# Bezdědovice

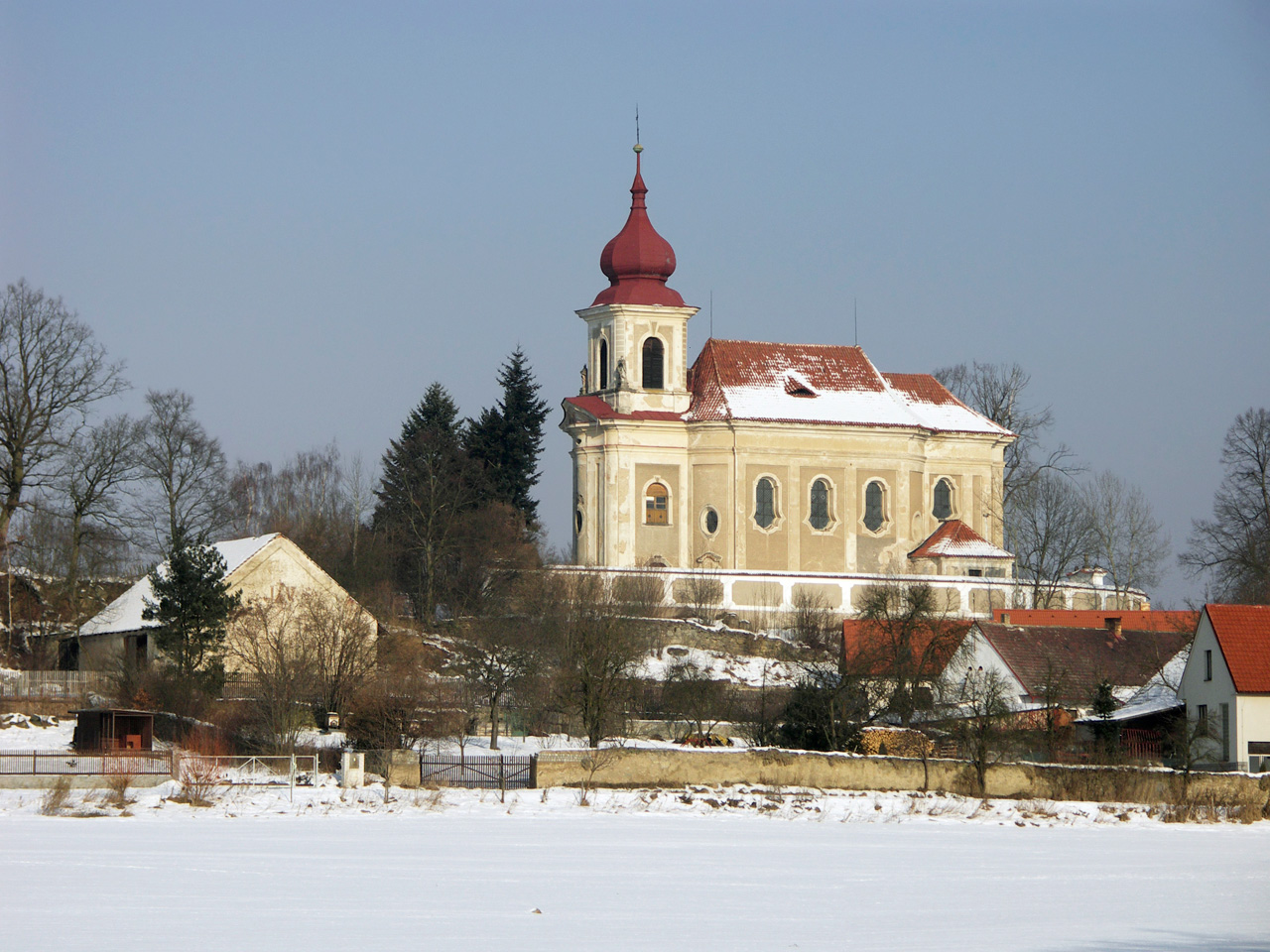
Kirche Johannes des Täufers in Paštiky

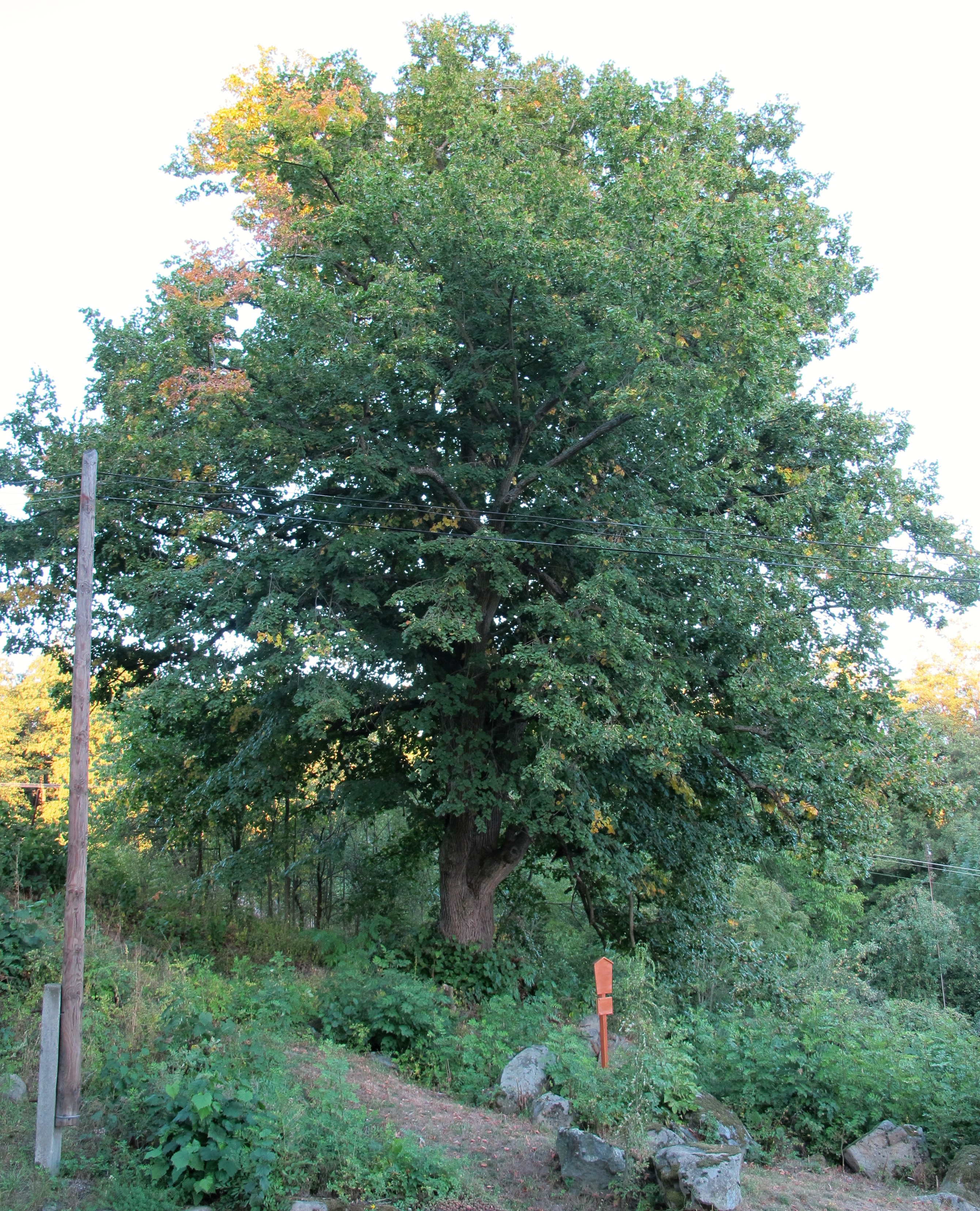
Paschtiker Linde

Bezdědovice [ˈbɛzɟɛdɔvɪt͡sɛ] (deutsch Besdiedowitz) ist eine Gemeinde in Tschechien. Sie liegt zwei Kilometer nördlich von Blatná in Südböhmen und gehört zum Okres Strakonice.

## Geographie

### Geographische Lage
Bezdědovice befindet sich am linken Ufer des Baches Závišínský potok im Hügelland Blatenská pahorkatina. Im Norden erheben sich die Březová hora (495 m) und die Dubiny (529 m), südlich die Vinice (472 m), im Südwesten die Škalí (473 m) sowie nordwestlich die Hora (522 m) und der U Nivy (534 m). Westlich des Dorfes führen die Staatsstraße II/173 zwischen Blatná und Bělčice sowie die Bahnstrecke Březnice–Strakonice durch das Tal des Závišínský potok.

### Gemeindegliederung
Die Gemeinde Bezdědovice besteht aus den Ortsteilen Bezdědovice (Besdiedowitz), Dobšice (Dobschitz) und Paštiky (Paschtik).

### Nachbargemeinden
Nachbarorte sind Lopatárna, Hutě, Závišín und Dobšice im Norden, Nový Dvůr, Chobot und Újezd u Skaličan im Nordosten, Vahlovice, Dvořetice und Paštiky im Osten, Skaličany, Buzice und Buzický Dvůr im Südosten, Blatná im Süden, Pod Škalí, Řečice, Podtchořovický Mlýn und Tchořovice im Südwesten, Chlum im Westen sowie Kocelovice, Nový Dvůr, Paračov und Hornosín im Nordwesten.

## Geschichte
Archäologische Funde belegen eine frühzeitliche Besiedlung der Gegend. In den Hügeln linksseitig des Závišínský potok wurden zu Beginn des 20. Jahrhunderts durch den Lehrer Josef Siblík aus Blatná Brandgräber mit verschiedenen Beigaben aus der späten Hallstattzeit aufgefunden. An der Březová hora sowie in der Flur V chlumských obcinách nördlich von Bezdědovice befinden sich aus Steinen und Lehm errichtete Gruppen von Hügelgräbern der frühen Latènezeit. Im 1. Jahrhundert v. Chr. befand sich in der Flur V chlumských obcinách eine keltische Siedlung, von der Siblík die Reste von acht Hütten, die zugleich zum Wohnen und als Werkstätten für Eisenwaren, Schmuck und Wirtelsteine genutzt wurden, freilegte. Es wird angenommen, dass bereits die Kelten im Závišínský potok nach Gold seiften. Untersuchungen der zahlreichen Raithalden im Tal zwischen Závišín und Bezdědovice ergaben, dass diese wahrscheinlich nicht aus dem Mittelalter stammen, sondern älter sind. Nach dem Beginn der Zeitrechnung verdrängten germanische Siedler die Kelten. Nachweis für eine Besiedlung der Gegend zu jener Zeit ist eine 1925 auf einem Feld gefundene römische Münze, die der Regentschaft Kaiser Konstantin II. oder seines Sohnes Constans zwischen 337 und 350 zuzuordnen ist. Im 8. und 9. Jahrhundert besiedelten Slawen die Gegend, aus dieser stammen kleine Gruppen von Hügelgräbern am Hliniční vrch und in den Wäldern U bílých kamenů und Na Staré mýti.
Die erste schriftliche Erwähnung der Goldseifnersiedlung erfolgte 1186, als Herzog Vladislav Heinrich Bezdědovice zusammen mit sechs anderen Dörfern dem Kloster Kladruby schenkte. Weitere Erwähnungen des Dorfes fehlen auf lange Zeit; wann Bezdědovice zur Herrschaft Blatná gelangte, ist deshalb unbekannt. Im Jahre 1558 wurde Bezdiedowicze schließlich als Teil der Herrschaft Blatná aufgeführt. Die Mühle entstand 1608. Im Jahre 1624 wurde das Dorf durch kaiserliche Truppen niedergebrannt. In der berní rula von 1654 sind für Bezdědovice lediglich der Bauer und Besitzer einer einrädrigen Mühle und Brettsäge Šimon Mlynář sowie ein weiterer Bauer Vít Fijala aufgeführt. Im 17. Jahrhundert ließ die Herrschaft eine Schäferei und eine Ziegelei errichten. Um 1700 bestand Bezdědovice aus zwei Chaluppen, die der Heger und der Ziegelmacher bewohnten. Im Jahre 1709 erwarb Josef Graf Serényi von Kis-Serény die Herrschaft Blatná. Zu Beginn des 18. Jahrhunderts ließ die Herrschaft einen Vorwerkshof anlegen. Im Jahre 1785 standen in Bezdědovice drei Chaluppen, die Ziegelei, der Hof mit der Schäferei sowie eine Mühle. 1798 erwarben die Freiherren Hildprandt von und zu Ottenhausen die Herrschaft Blatná. Im Laufe des 19. Jahrhunderts wuchs das Dorf stark an. Im Jahre 1837 bestand Bezdědowitz aus 39 Häusern mit 293 Einwohnern. Im Ort gab es einen Meierhof, eine Schäferei und eine Mühle. Pfarrort war Blatna. Bis zur Mitte des 19. Jahrhunderts blieb Bezdědowitz immer der Herrschaft Blatná untertänig und unterstand dem Richter im Paschtik.
Nach der Aufhebung der Patrimonialherrschaften bildete Bezdědovice / Bezdědowitz ab 1850 einen Ortsteil der Gemeinde Paštiky in der Bezirkshauptmannschaft und dem Gerichtsbezirk Blatná. Zum Ende des 19. Jahrhunderts wurde das Dorf zeitweilig als Bezděkovice bezeichnet. Im Jahre 1890 bestand Bezděkovice aus 57 Häusern, in denen 368 Personen lebten. 1899 nahm die Bahnstrecke Březnice–Strakonice, noch ohne Halt in Bezděkovice, den Betrieb auf. Die Eisenbahnverbindung begünstigte um Blatná den Betrieb zahlreicher Steinbrüche und ein Großteil der Männer des Dorfes arbeitete als Steinmetze im nahe gelegenen Bruch Dubinská skála, andere in den Brüchen bei Blatná, Paštiky und Hudčice. 1921 nahm der Müller František Scheinherr bei der Mühle ein modernes Dampfsägewerk mit 15 Beschäftigten in Betrieb. In den Jahren 1924 bis 1926 arbeiteten acht Steinmetze aus Bezdědovice, die in der Heimat ihre Arbeit verloren hatten, in Frankreich. 1933 wurde an der Mühle für einen einjährigen Probetrieb die Bahnstation Bezdědovice eingerichtet. Die Freiwillige Feuerwehr gründete sich 1936. Zum Ende des Zweiten Weltkrieges wurden in Bezdědovice im Frühjahr 1945 40 Flüchtlinge aus Ostpreußen im örtlichen Tanzsaal untergebracht. Nach Kriegsende wurde die Bahnstation offiziell eröffnet und eine Wartehalle errichtet. Im Jahre 1948 wurde die aus den Ortsteilen Bezdědovice, Dobšice und Paštiky bestehende Gemeinde Paštiky in Bezdědovice umbenannt. 1955 wurde der seit dem Ersten Weltkrieg angedachte Bau einer Brücke über den Závišínský potok, über deren Standort unter den Einwohnern lange Zeit Uneinigkeit herrschte, realisiert. Im Zuge der Aufhebung des Okres Blatná wurde die Gemeinde Bezdědovice 1960 dem Okres Strakonice zugeordnet. Am 1. Jänner 1974 erfolgte die Eingemeindung nach Blatná. 1988 lebten in Bezdědovice 274 Menschen. Bezdědovice, Dobšice und Paštiky lösten sich am 24. November 1990 wieder von Blatná los und bildeten die Gemeinde Bezdědovice. Nach Starkregenfällen brach in der Nacht vom 12. zum 13. August 2002 bei Bělčice der Damm des Teiches Velký bělčický rybník; das Hochwasser des Závišínský potok hinterließ in Bezdědovice schwere Schäden am 15 Häusern, 18 Gärten und dem Wasserwerk der Stadt Blatná. Die Gesamtschadenshöhe wurde auf 10 Mio. Kronen geschätzt, davon entfielen 2 Mio. Kronen auf kommunales Eigentum.

## Kultur und Sehenswürdigkeiten
- Barocke Kirche Johannes des Täufers in Paštiky, sie entstand zwischen 1747 und 1753 nach Plänen von Kilian Ignaz Dientzenhofer anstelle eines mittelalterlichen Vorgängerbaus. Die Fresken schuf Johann Wenzel Spitzer, die reich verzierte barocke Innenausstattung stammt von Ferdinand Ublaker.
- Friedhof Paštiky, er befindet sich um die Kirche. Das an der Ostseite gelegene Eingangstor ist mit steinernen Schädeln verziert. Die Friedhofskapelle mit darunterliegender Krypta entstand ebenfalls nach einem Entwurf Dientzenhofers. Im Jahre 1846 ließ die Familie Hildprandt von und zu Ottenhausen die Friedhofskapelle zu ihrer Familiengrablege umgestalten.
- Paschtiker Linde, Baumdenkmal
- Kapelle des hl. Adalbert in Bezdědovice, geweiht 1898
- Denkmal für die Gefallenen des Ersten Weltkrieges auf dem Dorfplatz von Bezdědovice
- Kapelle in Dobšice
- Raithalden von Goldseifen am Závišínský potok